# Allyn Joslyn
Allyn Morgan Joslyn (Milford, 21 luglio 1901 – Woodland Hills, 21 giugno 1981) è stato un attore statunitense.

## Biografia
Figlio di un ingegnere minerario di Milford (Pennsylvania), Allyn Joslyn esordì sul palcoscenico all'età di diciassette anni. Dopo una carriera di successo alla radio, con oltre 3.500 show all'attivo, firmò un contratto con la casa produttrice Warner Brothers e debuttò nel film drammatico Vendetta (1937), ricordato anche per essere stato la pellicola d'esordio di Lana Turner.
Per Joslyn fu l'inizio di una carriera che lo vide tra i più versatili caratteristi di Hollywood, specializzato in ruoli di freddo e sgradevole reporter, di giovanotto smidollato e noioso appartenente al bel mondo, e in generale di coprotagonista maschile che non conquista mai la star femminile di turno. Pur avendo interpretato a Broadway molte parti da protagonista, come in Boy Meets Girl (1936) e Arsenico e vecchi merletti (1941), impersonando in quest'ultima pièce il critico teatrale Mortimer Brewster, Joslyn si vide soffiare questi ruoli dai più grandi divi dell'epoca, rispettivamente da James Cagney e da Cary Grant. Tuttavia Hollywood lo valorizzò in molteplici ruoli da caratterista, tra i quali il pilota Les Peters in Avventurieri dell'aria (1939), il caustico regista Morgan Carrell in Non è tempo di commedia (1940), il reporter Chick Clark in Mia sorella Evelina (1942), l'altezzoso Albert Van Cleve, che compete a Don Ameche le attenzioni di Gene Tierney in Il cielo può attendere (1943), e l'eccentrico poeta Leander Woolsey in The Shocking Miss Pilgrim (1947).
Joslyn interpretò eccezionalmente un ruolo da protagonista nella vivace commedia It Shouldn't Happen to a Dog (1946), in cui conquista l'amore dell'eroina Carole Landis, e negli anni successivi partecipò ad altre notevoli pellicole quali Sola col suo rimorso (1950), interpretato da Joan Crawford, L'affascinante bugiardo (1951), uno dei primi film interpretati da Marilyn Monroe, l'avventura aviatoria L'isola nel cielo (1953), accanto a John Wayne, il drammatico Titanic (1953), nel ruolo di un imbroglione che si traveste da donna, e il western La pistola sepolta (1955), al fianco di Glenn Ford.
Verso la metà degli anni cinquanta Joslyn iniziò a lavorare per la televisione e apparve in numerosi e popolari show come Where's Raymond? (1953-1954), con Ray Bolger, The Eve Arden Show (1957) e in serie come Harrigan and Son (1960-1961), accanto a Pat O'Brien, McKeever and the Colonel (1962), nel ruolo del colonnello Harvey T. Blackwell, I forti di Forte Coraggio (1965) e La famiglia Addams (1964-1966), in cui interpretò in tre differenti episodi il ruolo di Sam L. Hilliard, le cui velleità di dirigente scolastico e di uomo politico sono comicamente frustrate dagli eccentrici componenti del clan Addams.
Dopo un'ultima apparizione cinematografica nella commedia western The Brothers O'Toole (1973), nel ruolo dello sceriffo Ed Hatfield, Allyn Joslyn si ritirò dalle scene.
Dal matrimonio con Dorothy Yockel, che sposò nel 1935 e che morì nel 1978, Allyn Joslyn ebbe una figlia. Colpito da un attacco cardiaco, l'attore morì il 21 gennaio 1981, all'età di settantanove anni. È sepolto al Forest Lawn Memorial Park di Hollywood Hills (Los Angeles).

## Filmografia

### Cinema
- Vendetta (They Won't Forget), regia (non accreditato) di Mervyn LeRoy (1937)
- Expensive Husbands, regia di Bobby Connolly (1937)
- Hollywood Hotel, regia di Busby Berkeley (1937)
- Ossessione del passato (The Shining Hour), regia di Frank Borzage (1938)
- Bisticci d'amore (Sweethearts), regia di W. S. Van Dyke (1938)
- Café Society, regia di Edward H. Griffith (1939)
- Avventurieri dell'aria (Only Angels Have Wings), regia di Howard Hawks (1939)
- Fast and Furious, regia di Busby Berkeley (1939)
- Se fosse a modo mio (If I Had My Way), regia di David Butler (1940)
- Il grande McGinty (The Great McGinty), regia di Howard Hawks (1939)
- Non è tempo di commedia (No Time for Comedy), regia di William Keighley (1940)
- Parata di primavera (Spring Parade), regia di Henry Koster (1940)
- Ciò che si chiama amore (This Thing Called Love), regia di Alexander Hall (1940)
- Situazione pericolosa (I Wake Up Screaming), regia di H. Bruce Humberstone (1941)
- Accadde una sera (Bedtime Story), regia di Alexander Hall (1941)
- The Wife Takes a Flyer, regia di Richard Wallace (1942)
- The Affairs of Martha, regia di Jules Dassin (1942)
- Mia sorella Evelina (My Sister Eileen), regia di Alexander Hall (1942)
- Il sergente immortale (Immortal Sergeant), regia di John M. Stahl (1943)
- Young Ideas, regia di Jules Dassin (1943)
- Il cielo può attendere (Heaven Can Wait), regia di Ernst Lubitsch (1943)
- Dangerous Blondes, regia di Leigh Jason (1943)
- L'impostore (The Impostor), regia di Julien Duvivier (1944)
- Le sorprese dell'amore (Bride My Mistake), regia di Richard Wallace (1944)
- Sweet and Low-Down, regia di Archie Mayo (1944)
- Strange Affair, regia di Alfred E. Green (1944)
- La tromba squilla a mezzanotte (The Horn Blows at Midnight), regia di Raoul Walsh (1945)
- Donnine d'America (Junior Miss), regia di George Seaton (1945)
- Colonel Effingham's Raid, regia di Irving Pichel (1946)
- It Shouldn't Happen to a Dog, regia di Herbert I. Leeds (1946)
- Sangue ardente (The Thrill of Brazil), regia di S. Sylvan Simon (1946)
- The Shocking Miss Pilgrim, regia di George Seaton (1947)
- Tutti conoscono Susanna (If You Knew Susie), regia di Gordon Douglas (1948)
- La luna sorge (Moonrise), regia di Frank Borzage (1948)
- The Lady Takes a Sailor, regia di Michael Curtiz (1949)
- Sola col suo rimorso (Harriet Craig), regia di Vincent Sherman (1950)
- L'affascinante bugiardo (As Young as You Feel), regia di Harmon Jones (1951)
- Il cantante di jazz (The Jazz Singer), regia di Michael Curtiz (1952)
- I Love Melvin, regia di Don Weis (1953)
- Titanic, regia di Jean Negulesco (1953)
- L'isola nel cielo (Island in the Sky), regia di William A. Wellman (1953)
- La pistola sepolta (The Fastest Gun Alive), regia di Russell Rouse (1956)
- Autostop (You Can't Run Away from It), regia di Dick Powell (1956)
- Il pollo pubblico n. 1 (Public Pigeon No. One), regia di Norman Z. McLeod (1957)
- Sfida sotto il sole (Nightmare in the Sun), regia di John Derek e Marc Lawrence (1965)
- The Brothers O'Toole, regia di Richard Erdman (1973)

### Televisione
- Where's Raymond? – serie TV, 3 episodi (1953-1954)
- The Eddie Cantor Comedy Theater – serie TV, episodio 1x12 (1955)
- Those Whiting Girls – serie TV, 1 episodio (1955)
- Damon Runyon Theater – serie TV, episodio 2x02 (1955)
- The 20th Century-Fox Hour – serie TV, episodio 1x05 (1955)
- The Ford Television Theatre – serie TV, 2 episodi (1954-1956)
- The Eve Arden Show – serie TV, 8 episodi (1957-1958)
- The Californians – serie TV, 1 episodio (1958)
- Alfred Hitchcock presenta (Alfred Hitchcock Presents) – serie TV, 1 episodio (1959)
- The Alaskans – serie TV, episodio 1x01 (1959)
- The Gale Storm Show – serie TV, 1 episodio (1959)
- Hotel de Paree – serie TV, 1 episodio (1959)
- Gunsmoke – serie TV, episodio 5x31 (1960)
- Michael Shayne – serie TV episodio 1x19 (1961)
- Have Gun - Will Travel – serie TV, episodio 4x22 (1961)
- La famiglia Potter (The Tom Ewell Show) – serie TV, episodio 1x24 (1961)
- Harrigan and Son – serie TV, 1 episodio (1961)
- Westinghouse Preview Theatre – serie TV, 1 episodio (1961)
- Gli intoccabili (The Untouchables) – serie TV, 1 episodio (1962)
- Corruptors (Target: The Corruptors) – serie TV, episodio 1x29 (1962)
- General Electric Theater – serie TV, 2 episodi (1953-1962)
- McKeever & the Colonel – serie TV, 26 episodi (1962-1963)
- Polvere di stelle (Bob Hope Present the Crysler Theatre) – serie TV, 1 episodio (1964)
- Gli uomini della prateria (Rawhide) – serie TV, episodio 6x25 (1964)
- Io e i miei tre figli (My Three Sons) – serie TV, episodio 5x06 (1964)
- Disneyland – serie TV, 4 episodi (1965)
- Ben Casey – serie TV, episodio 5x11 (1965)
- I forti di Forte Coraggio (F Troop) – serie TV, 1 episodio (1965)
- La famiglia Addams (The Addams Family) – serie TV, 3 episodi (1964-1966)

## Doppiatori italiani
Nelle versioni in italiano dei suoi film, Allyn Joslyn è stato doppiato da:
- Stefano Sibaldi in Il cielo può attendere, Sola col suo rimorso
- Luigi Pavese in Titanic